# Engenho Velho
Engenho Velho é um município brasileiro do estado do Rio Grande do Sul. Localiza-se na microrregião de Frederico Westphalen, a uma latitude 27º42'29" sul e a uma longitude 52º54'46" oeste, estando a uma altitude de 506 metros. Sua população em 2010 era de 1.527 habitantes, estima-se que em 2020 seja de 982, sendo a cidade menos populosa do estado.

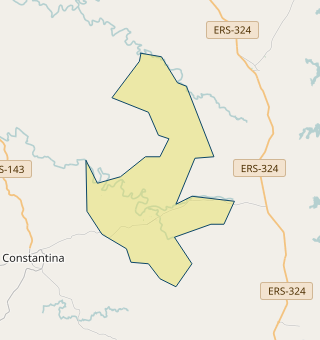

## História
Até cerca de 1920, a região que viria a ser o município de Engenho Velho era ocupada por um pequeno povoado às margens do Arroio Lajeado dos Lopes. À época, a maior parte das terras pertenciam a Antonio Valério, conhecido pela alcunha de Capitão Valério. Devido à numerosidade de sua família, o vilarejo era conhecido por povoado dos Valérios.
Durante os anos 1940, houve uma intensificação do povoamento da região que eventualmente levou à escassez da madeira e subsequente desativação da primeira serraria do povoado, chamada de "Engenho" pelas famílias de origem italiana da região. Essa é a origem do atual nome do município: "Engenho Velho".

## Infraestrutura

### Educação
- Escola Estadual de Ensino Médio presidente Floriano Peixoto
- Escola Municipal Cleiton Costa